# 艾格佩斯
艾格佩斯（法語：Aigueperse，法語發音：[ɛɡpɛʁs]，法国中部城市，奥弗涅-罗讷-阿尔卑斯大区多姆山省的一个市镇，隶属于里永区，其市镇面积为10.5平方公里，2022年1月1日时人口数量为2,700人，在法国城市中排名第4,023位。
艾格佩斯位于多姆山省北部，比龙河畔，是一个区域性的中心城市和交通枢纽，圣日耳曼代福塞—尼姆铁路和多条公路在此交汇。艾格佩斯中世纪末曾为蒙庞西耶亲王国的首府，当地因保存有多处文艺复兴风格的建筑而闻名。

## 地名来源
根据法国地名学家阿尔贝·多扎的论述，“Aigueperse”一名最初于1016年以“Aqua sparsa”的形式被记载，后者意为“分散而平静的水域”。
艾格佩斯所处区域历史上曾通行奥弗涅方言，“Aigueperse”在奥克语维基百科中及Openstreetmap中被标记为“Guiparsa”。法国大革命期间，当地曾被更名为“Montplâtre”。

## 历史

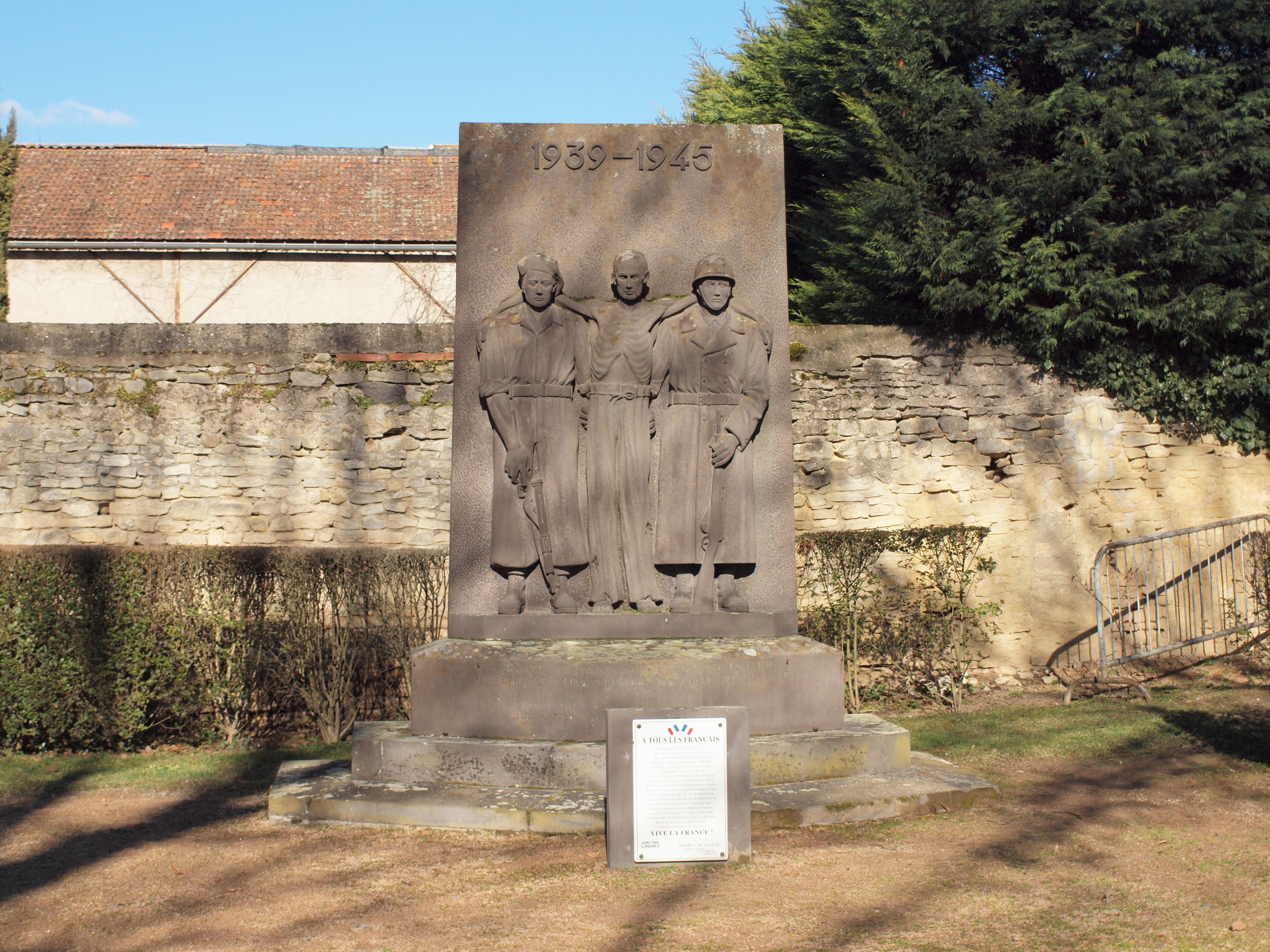
二战烈士纪念碑

艾格佩斯的早期历史尚不清楚，该地可能在拉坦诺文化时期就已成为一座城池。中世纪时，艾格佩斯长期为奥弗涅伯国的一部分。中世纪末，奥弗涅-贝里公爵约翰购买了蒙庞西耶伯国，该区域后被波旁卡佩家族继承并用于安置家族最小成员，艾格佩斯成为蒙庞西耶亲王国的首府，当地兴建了大批文艺复兴风格的建筑，包括圣礼拜堂、教会、钟楼塔及雅克马尔。16世纪后，蒙庞西耶亲王国被整体并入波旁行省。法国大革命后，艾格佩斯成为多姆山省的一个市镇，自1793年起成为该省的一个县治。蒙庞西耶和沙普蒂扎两地分别于1823年和1826年从艾格佩斯分离而出成为独立市镇。工业革命期间，途径艾格佩斯的圣日耳曼代福塞—尼姆铁路建成通车。1978年，艾格佩斯的地方史爱好者创建了“艾格佩斯和周边地区文化协会”（Association culturelle d'Aigueperse et ses environs）。

## 地理

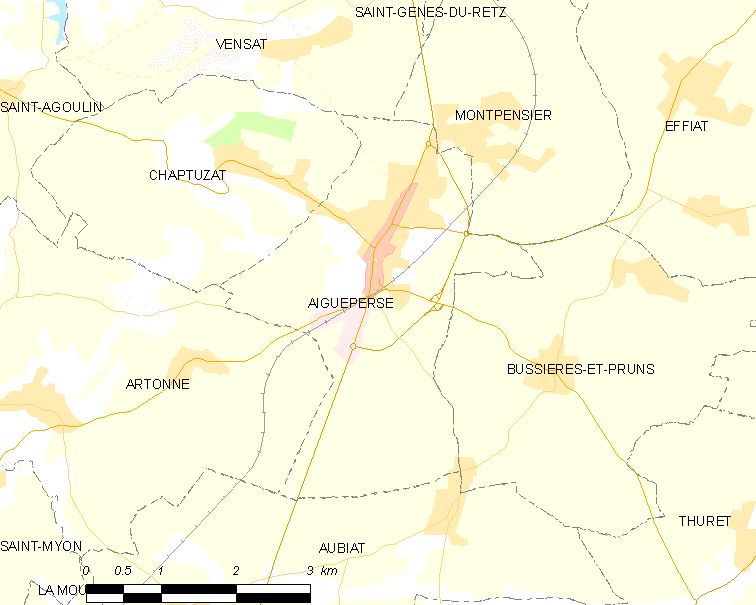
艾格佩斯市镇范围地图

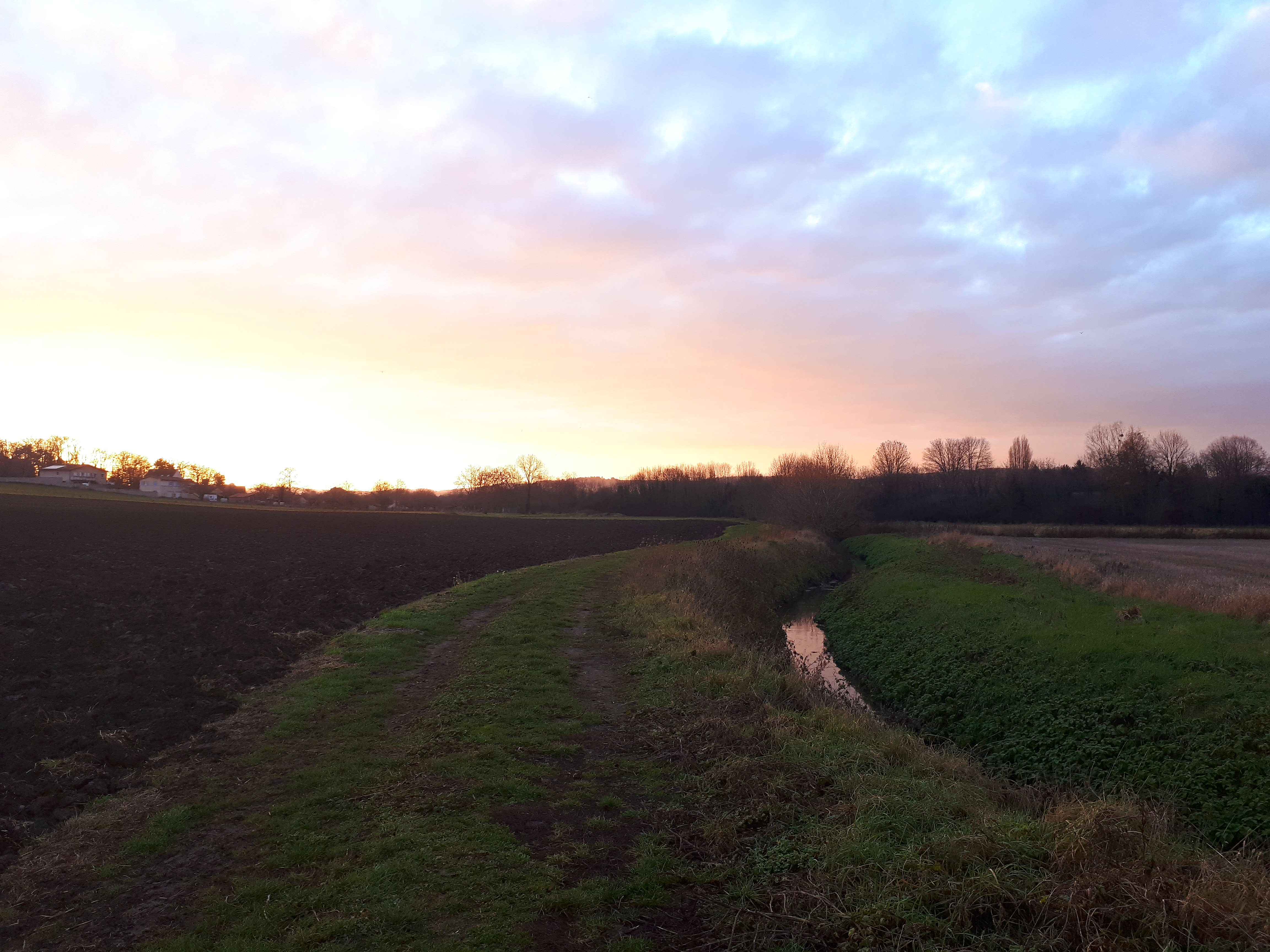
比龙河

艾格佩斯位于法国中部略偏南，奥弗涅-罗讷-阿尔卑斯大区西部偏北和多姆山省北部，距离省会克莱蒙费朗大约31公里。与艾格佩斯接壤的市镇包括：阿尔托讷、欧比亚、比西耶尔和普兰、沙普蒂扎、蒙庞西耶和旺萨。

### 地形
艾格佩斯位于利马涅平原北部，境内以平原和浅丘为主，市镇中心地势较为平坦，整体地势自东南向西北略有抬升，全境海拔在338到422米之间。

### 水文
艾格佩斯位于卢瓦尔河流域范围内，比龙河自西向东流经镇中心，该河水量较小，部分河段被人工建筑物覆盖。

### 植被
艾格佩斯属于温带阔叶混交林区，林地散落分布于市镇范围内的部分区域。
在鲜花城市的评比中，艾格佩斯暂未被评级。

### 气候
艾格佩斯在柯本气候分类法中属于温带海洋性气候（Cfb），因距离海岸线相对较远加之有多姆山脉的阻挡，当地气候又有一定的大陆性特征。
距离艾格佩斯最近的常年气象站位于沙尔姆境内，以下为该气象站的数据（其中日照数据取自克莱蒙费朗-欧纳机场气象站。）：
| 沙尔姆 1981年－2019年 | 沙尔姆 1981年－2019年 | 沙尔姆 1981年－2019年 | 沙尔姆 1981年－2019年 | 沙尔姆 1981年－2019年 | 沙尔姆 1981年－2019年 | 沙尔姆 1981年－2019年 | 沙尔姆 1981年－2019年 | 沙尔姆 1981年－2019年 | 沙尔姆 1981年－2019年 | 沙尔姆 1981年－2019年 | 沙尔姆 1981年－2019年 | 沙尔姆 1981年－2019年 | 沙尔姆 1981年－2019年 |
| 月份                  | 1月                   | 2月                   | 3月                   | 4月                   | 5月                   | 6月                   | 7月                   | 8月                   | 9月                   | 10月                  | 11月                  | 12月                  | 全年                  |
| --------------------- | --------------------- | --------------------- | --------------------- | --------------------- | --------------------- | --------------------- | --------------------- | --------------------- | --------------------- | --------------------- | --------------------- | --------------------- | --------------------- |
| 历史最高温 °C（°F）   | 19 (66)               | 20.8 (69.4)           | 24.8 (76.6)           | 29.3 (84.7)           | 32.2 (90.0)           | 37.9 (100.2)          | 39 (102)              | 39.9 (103.8)          | 34.3 (93.7)           | 28.7 (83.7)           | 23.9 (75.0)           | 17.5 (63.5)           | 39.9 (103.8)          |
| 平均高温 °C（°F）     | 6.8 (44.2)            | 8.4 (47.1)            | 12.6 (54.7)           | 15.8 (60.4)           | 19.9 (67.8)           | 24 (75)               | 26.3 (79.3)           | 25.9 (78.6)           | 21.5 (70.7)           | 17.4 (63.3)           | 10.4 (50.7)           | 6.7 (44.1)            | 16.3 (61.3)           |
| 日均气温 °C（°F）     | 3.5 (38.3)            | 4.6 (40.3)            | 7.8 (46.0)            | 10.6 (51.1)           | 14.6 (58.3)           | 18.2 (64.8)           | 20.1 (68.2)           | 20 (68)               | 16.1 (61.0)           | 12.8 (55.0)           | 6.9 (44.4)            | 3.6 (38.5)            | 11.6 (52.9)           |
| 平均低温 °C（°F）     | 0.3 (32.5)            | 0.8 (33.4)            | 2.9 (37.2)            | 5.3 (41.5)            | 9.2 (48.6)            | 12.4 (54.3)           | 14 (57)               | 14.2 (57.6)           | 10.6 (51.1)           | 8.3 (46.9)            | 3.4 (38.1)            | 0.6 (33.1)            | 6.8 (44.2)            |
| 历史最低温 °C（°F）   | −12.1 (10.2)          | −14.3 (6.3)           | −13.7 (7.3)           | −5.6 (21.9)           | −0.1 (31.8)           | 3.6 (38.5)            | 7 (45)                | 4.8 (40.6)            | 1.5 (34.7)            | −6 (21)               | −9.4 (15.1)           | −12.3 (9.9)           | −14.3 (6.3)           |
| 平均降水量 mm（）     | 40.7 (1.60)           | 26.9 (1.06)           | 37.7 (1.48)           | 69.9 (2.75)           | 81.5 (3.21)           | 70.1 (2.76)           | 77.6 (3.06)           | 82.4 (3.24)           | 64.5 (2.54)           | 62.1 (2.44)           | 65 (2.6)              | 45.4 (1.79)           | 723.8 (28.50)         |
| 月均日照時數          | 88.9                  | 108.4                 | 161.4                 | 173.5                 | 197.9                 | 225.2                 | 249.2                 | 234.8                 | 185.4                 | 135.1                 | 84                    | 69.2                  | 1,913                 |
| 来源：infoclimat.fr   |                       |                       |                       |                       |                       |                       |                       |                       |                       |                       |                       |                       |                       |

## 行政区划
艾格佩斯的市镇编号为63001，邮政编号为63260。
在行政管理方面，艾格佩斯隶属于法国奥弗涅-罗讷-阿尔卑斯大区多姆山省里永区；在地方选举方面，艾格佩斯是艾格佩斯县的中央投票站所在地，其市镇范围全境被划入多姆山省第二选区；在社会管理方面，艾格佩斯是利马涅平原市镇公共社区的办公驻地。
截至2023年11月，艾格佩斯市镇范围内暂无任何城市敏感街区及城市政策优先街区。
法国国家统计与经济研究所（简称）在进行数据统计时，将艾格佩斯及相邻的沙普蒂扎设为艾格佩斯城市核心区（Unité urbaine d'Aigueperse），并将包括核心区在内的周边共182个市镇划为克莱蒙费朗城市区。自2020年起，克莱蒙费朗城市区被包含209个市镇的克莱蒙费朗城市辐射区代替。此外，还将艾格佩斯市镇整体看作一个“块区”（IRIS），以便于统计人口分布情况。

## 交通

### 公路
多姆山省省道D12线、D51线、D439线、D985线、D2009线和D2019线在艾格佩斯境内交汇。
| 12 | 14 |

| 克莱蒙费朗 | 32 |

| 里永 | 17 |

| 加纳 | 9 |

2020年，74%的艾格佩斯家庭拥有至少一辆私人汽车。2020年，艾格佩斯境内共发生各类交通事故1起，造成1人受伤。

### 铁路

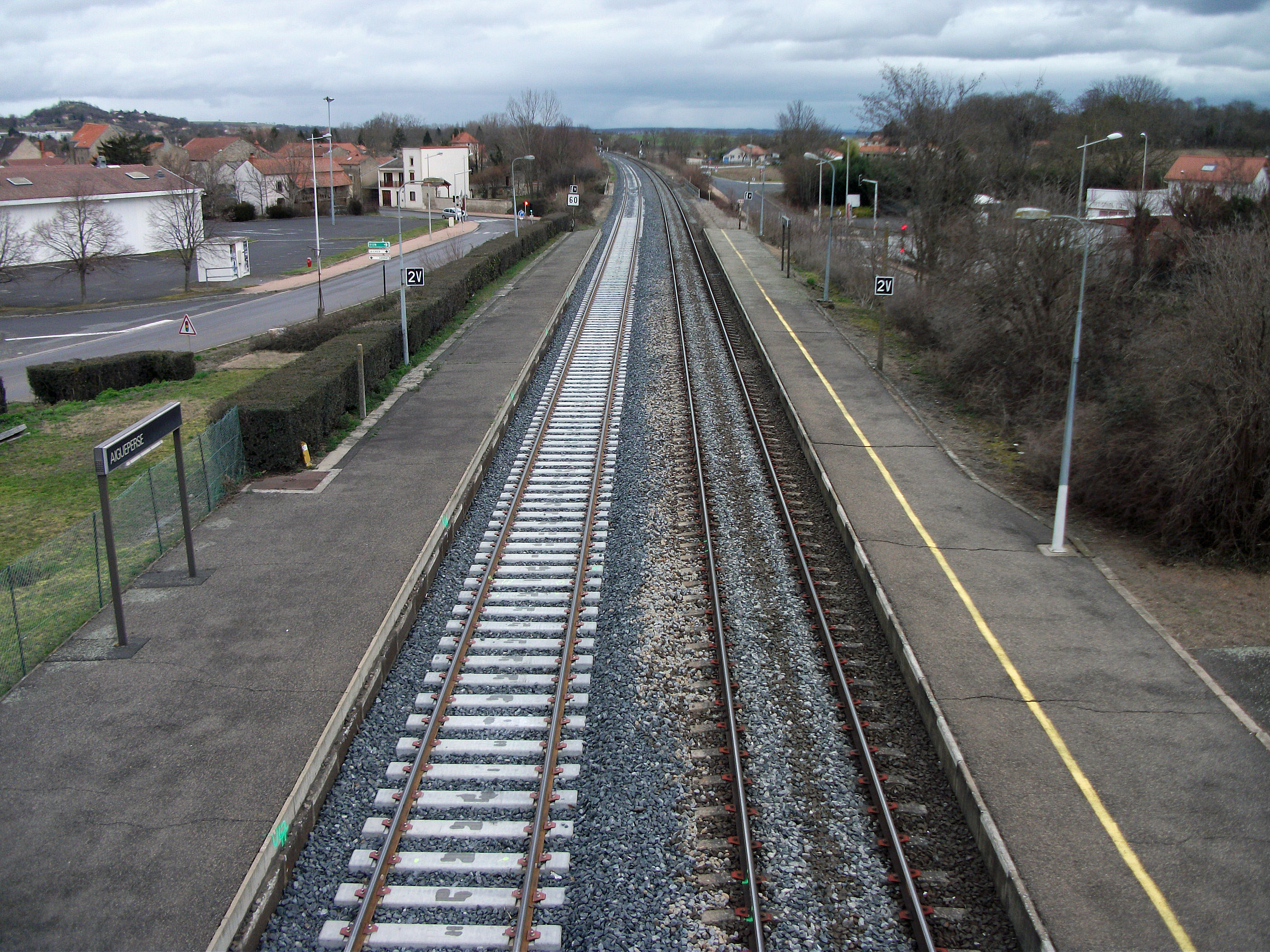
艾格佩斯火车站的股道

艾格佩斯位于圣日耳曼代福塞—尼姆铁路上。艾格佩斯站位于市区南部，该站停靠往返于克莱蒙费朗和蒙吕松一线的区域列车。

### 航空
距离艾格佩斯最近的民用航空站为31公里外的克莱蒙费朗机场。

### 城市公共交通
截至2023年11月，艾格佩斯暂无城市公共交通系统。

## 政治

### 市政内阁

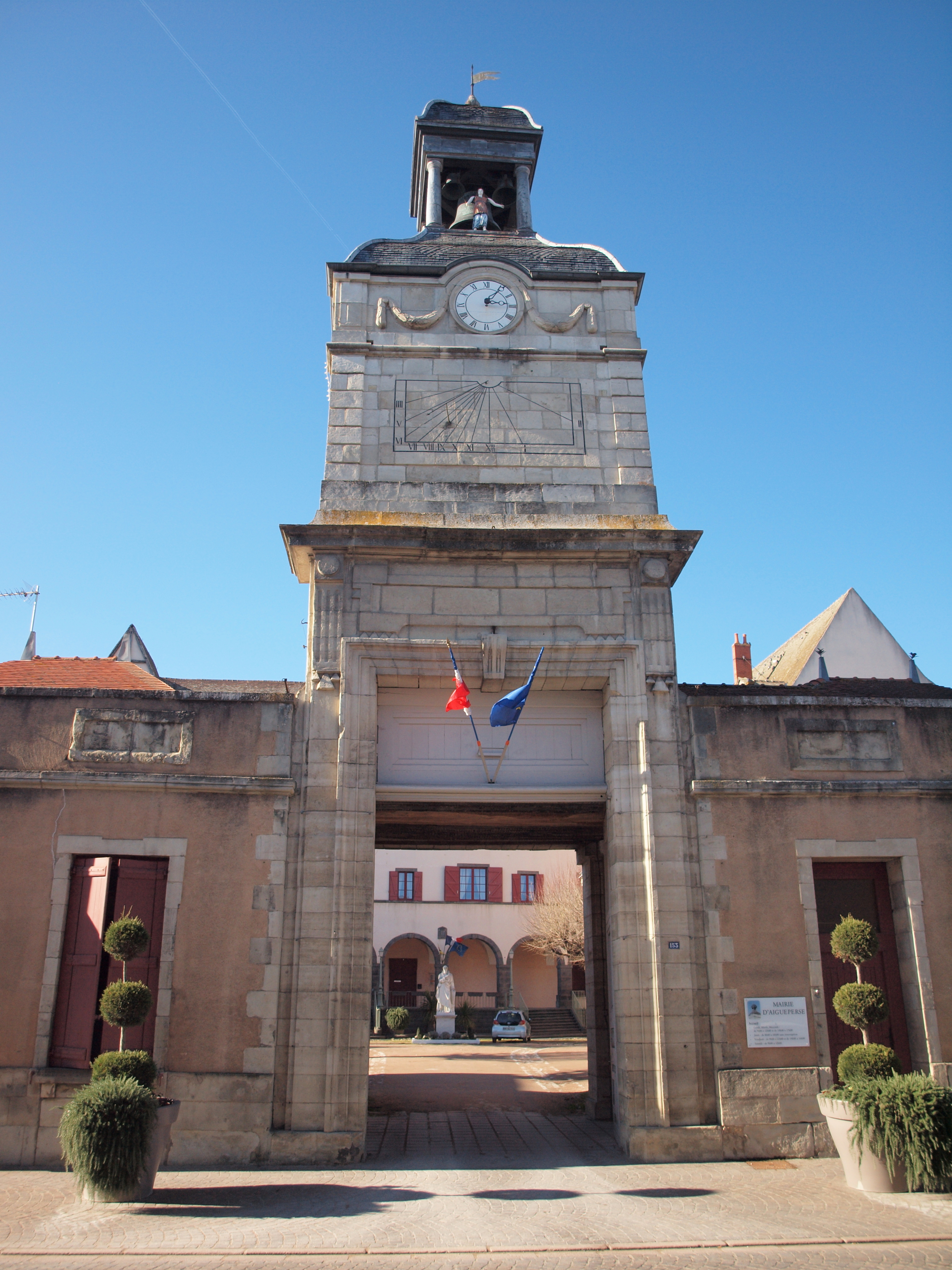
艾格佩斯市政厅

艾格佩斯的现任市长为吕克·沙皮先生（Luc CHAPUT），他是共和党的一名成员，在2020年的市政选举中获得了57.82%的支持率。
| 艾格佩斯历届市长 | 艾格佩斯历届市长                  | 艾格佩斯历届市长                |
| 任期             | 市长                              | 党派                            |
| ---------------- | --------------------------------- | ------------------------------- |
| 1944年－1951年   | Félix DAMAISON 费利克斯·达迈松    | RI独立激进党                    |
| 1951年－1977年   | Pierre MARLIAC 皮埃尔·马尔利亚克  | Centriste中间派                 |
| 1977年－1995年   | Gérard BOCHE 热拉尔·博什          | UDF法国民主联盟 →PR法国共和人党 |
| 1995年－2014年   | Gilbert PETITALOT 吉尔贝·珀蒂塔洛 | PS社会党                        |
| 2014年－         | Luc CHAPUT 吕克·沙皮              | UMP人民运动联盟 →LR共和黨       |

### 各级选举
| 艾格佩斯历届投票选举结果 | 艾格佩斯历届投票选举结果 | 艾格佩斯历届投票选举结果 | 艾格佩斯历届投票选举结果 | 艾格佩斯历届投票选举结果    | 艾格佩斯历届投票选举结果 | 艾格佩斯历届投票选举结果 | 艾格佩斯历届投票选举结果    | 艾格佩斯历届投票选举结果 | 艾格佩斯历届投票选举结果 |
| 选举项目                 | 选举范围                 | 选区单位                 | 选区单位内的选举结果     | 选区单位内的选举结果        | 选区单位内的选举结果     | 选区单位内的选举结果     | 选区单位内的选举结果        | 选区单位内的选举结果     | 参考资料                 |
| 选举项目                 | 选举范围                 | 选区单位                 | 第一轮胜出者             | 第一轮胜出者                | 支持率                   | 第二轮胜出者             | 第二轮胜出者                | 支持率                   | 参考资料                 |
| ------------------------ | ------------------------ | ------------------------ | ------------------------ | --------------------------- | ------------------------ | ------------------------ | --------------------------- | ------------------------ | ------------------------ |
| 2017年法國總統選舉       | 法國                     | 市镇                     |                          | 玛丽娜·勒庞                 | 26.65%                   |                          | 埃马纽埃尔·马克龙           | 59.05%                   | [ 28 ]                   |
| 2017年法国立法选举       | 多姆山省第二选区         | 市镇                     |                          | 莫汉德·哈穆穆               | 29.44%                   |                          | 克里斯蒂娜·皮雷斯-博纳      | 55.09%                   | [ 28 ]                   |
| 2019年欧洲议会选举       | 法國                     | 市镇                     |                          | 若尔丹·巴尔代拉             | 28.13%                   | （不适用）               | （不适用）                  | （不适用）               | [ 30 ]                   |
| 2021年法国省级选举       | 多姆山省                 | 县                       |                          | 法布里斯·马尼耶 卡丽娜·莫内 | 48.23%                   |                          | 法布里斯·马尼耶 卡丽娜·莫内 | 61.91%                   | [ 31 ]                   |
| 2021年法国省级选举       | 多姆山省                 | 市镇                     |                          | 法布里斯·马尼耶 卡丽娜·莫内 | 43.53%                   |                          | 法布里斯·马尼耶 卡丽娜·莫内 | 62.69%                   | [ 31 ]                   |
| 2021年法国大区选举       |                          | 市镇                     |                          | 洛朗·沃基耶                 | 51.8%                    |                          | 洛朗·沃基耶                 | 62.72%                   | [ 32 ]                   |
| 2022年法国总统选举       | 法國                     | 市镇                     |                          | 玛丽娜·勒庞                 | 31.24%                   |                          | 玛丽娜·勒庞                 | 55.63%                   | [ 28 ]                   |
| 2022年法国立法选举       | 多姆山省第二选区         | 市镇                     |                          | 克里斯蒂娜·皮雷斯-博纳      | 31.01%                   |                          | 克里斯蒂娜·皮雷斯-博纳      | 63.14%                   | [ 28 ]                   |

## 人口
2020年，艾格佩斯市镇人口数量为2,770，在法国排名第4,023位。其中男性1,288人，女性1,482人，75岁及以上人口占15.1%，外籍人口数量为83人，人口密度为264人/平方公里，当地居民被称为（男性）或（女性）。2021年，艾格佩斯境内出生15人，死亡人口63人。
| 艾格佩斯1901年－2020年人口变化情况 |
|                                    |
| 数据来源：Cassini、INSEE           |

## 经济
艾格佩斯是一个区域性的中心城市，隶属于工商局（de）。截至2023年11月，艾格佩斯市镇范围内共有各类用人单位（包含自雇）358家，平均历史为19年，其中95.31%为中小型企业（PME），2023年9月至11月间，当地的经济活力指数为0.28%。（金属构建生产）、（动物饲料）及（农具销售）是当地2021年营业额最高的三个企业，分别为71,197,146欧元、64,076,886欧元和43,587,864欧元。

## 财政与居民收入
2021年，艾格佩斯的财政收入总额为2,572,410欧元，财政支出总额为2,108,630欧元，当年的债务总额为1,492,050欧元。2021年，艾格佩斯市镇通过增值税获得18,630欧元的收入，此外当地还共获得了55,320欧元的国家直接财政补助。
2019年，艾格佩斯的人均月收入总额为2,199欧元，其中高级职员为3,647欧元，低于法国平均水平（4,230欧元）；中级职员为2,388欧元，低于法国平均水平（2,411欧元）；普通职员为1,752欧元，高于法国平均水平（1,740欧元）。
2020年，艾格佩斯境内的贫困率为12%，青壮年（15至64岁）失业率为12.4%；2022年，当地36.9%的家庭拥有纳税资格，平均纳税2,351欧元，低于法国平均水平（4,393欧元）。

## 社会事务

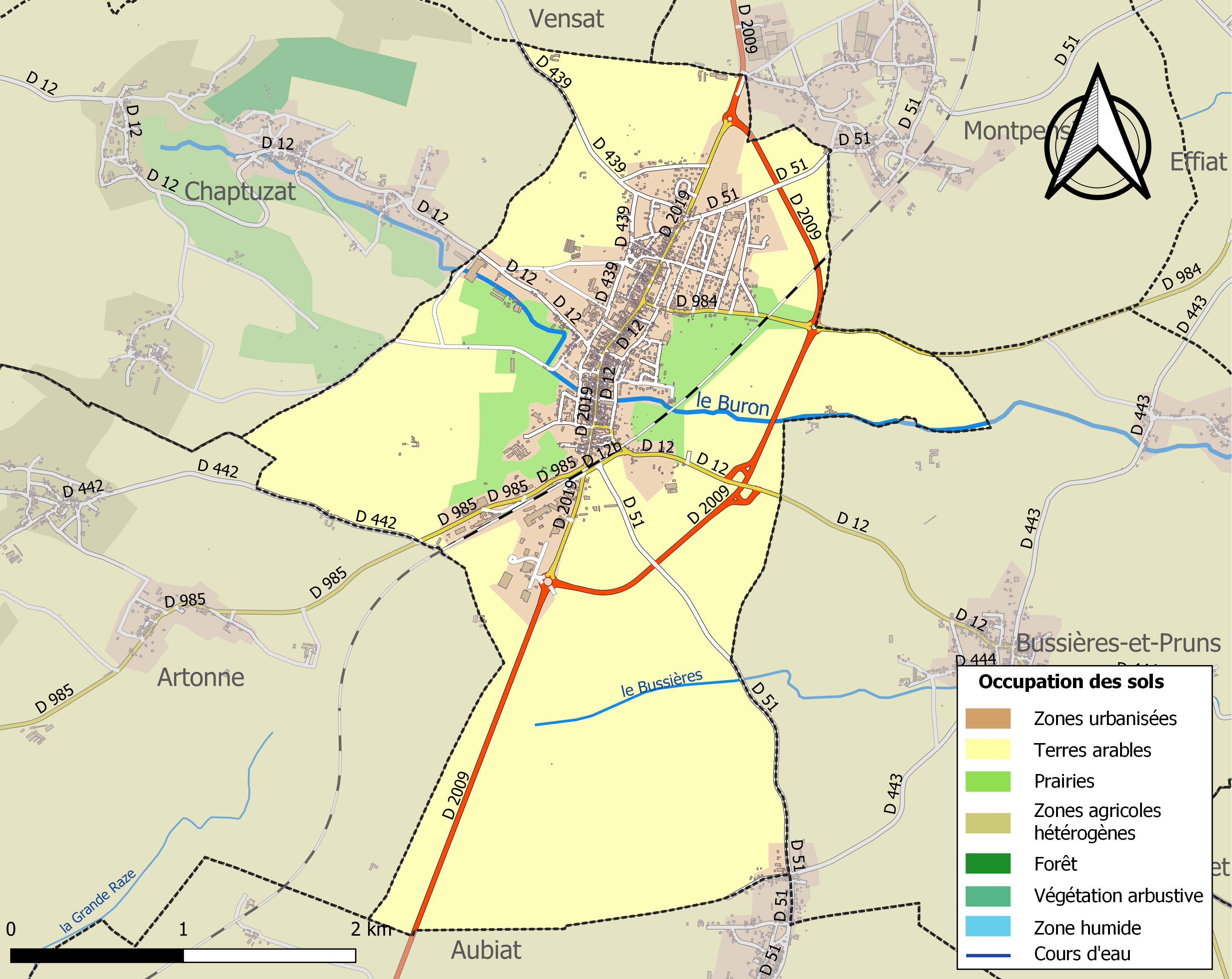
艾格佩斯土地利用情况地图

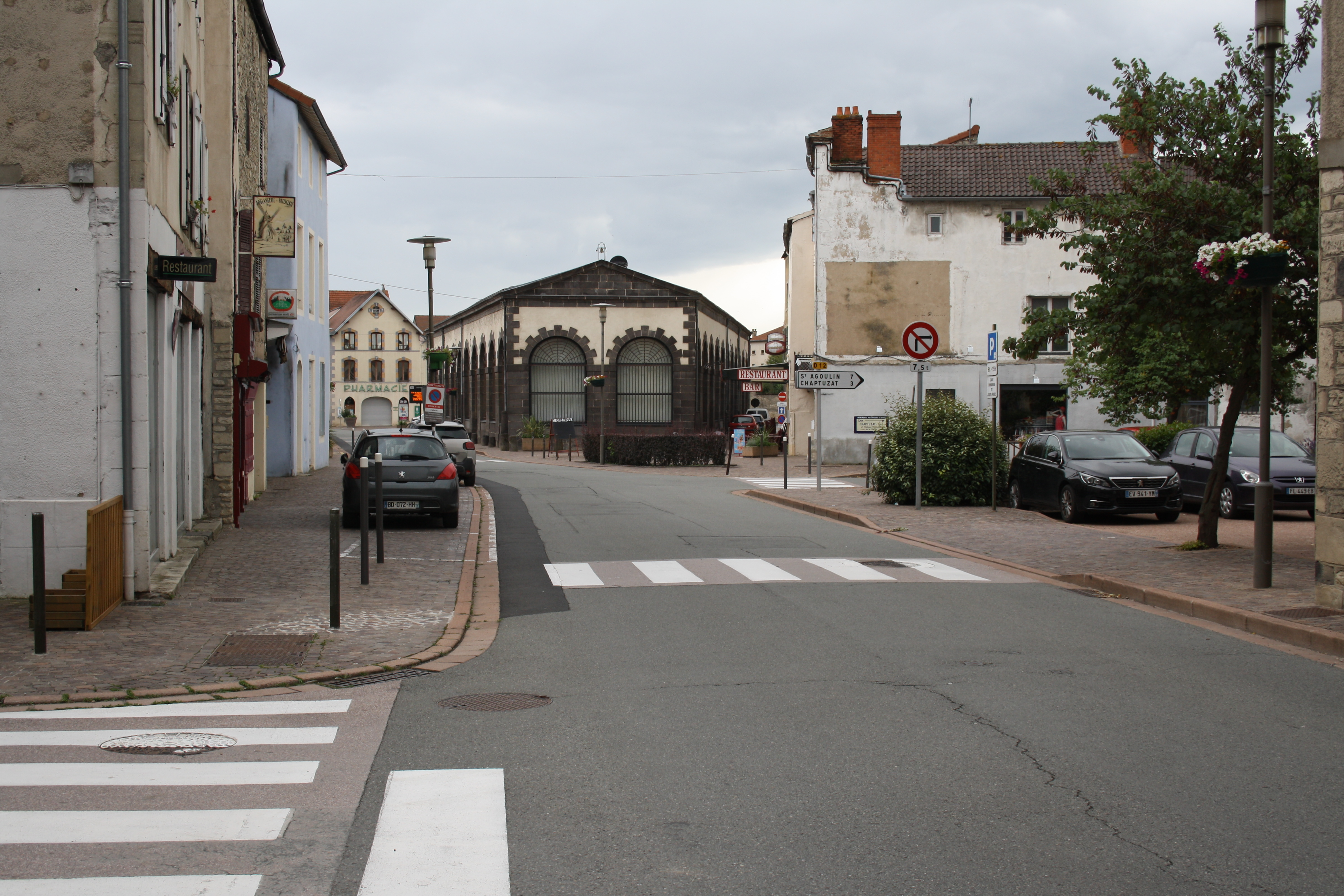
小麦大堂

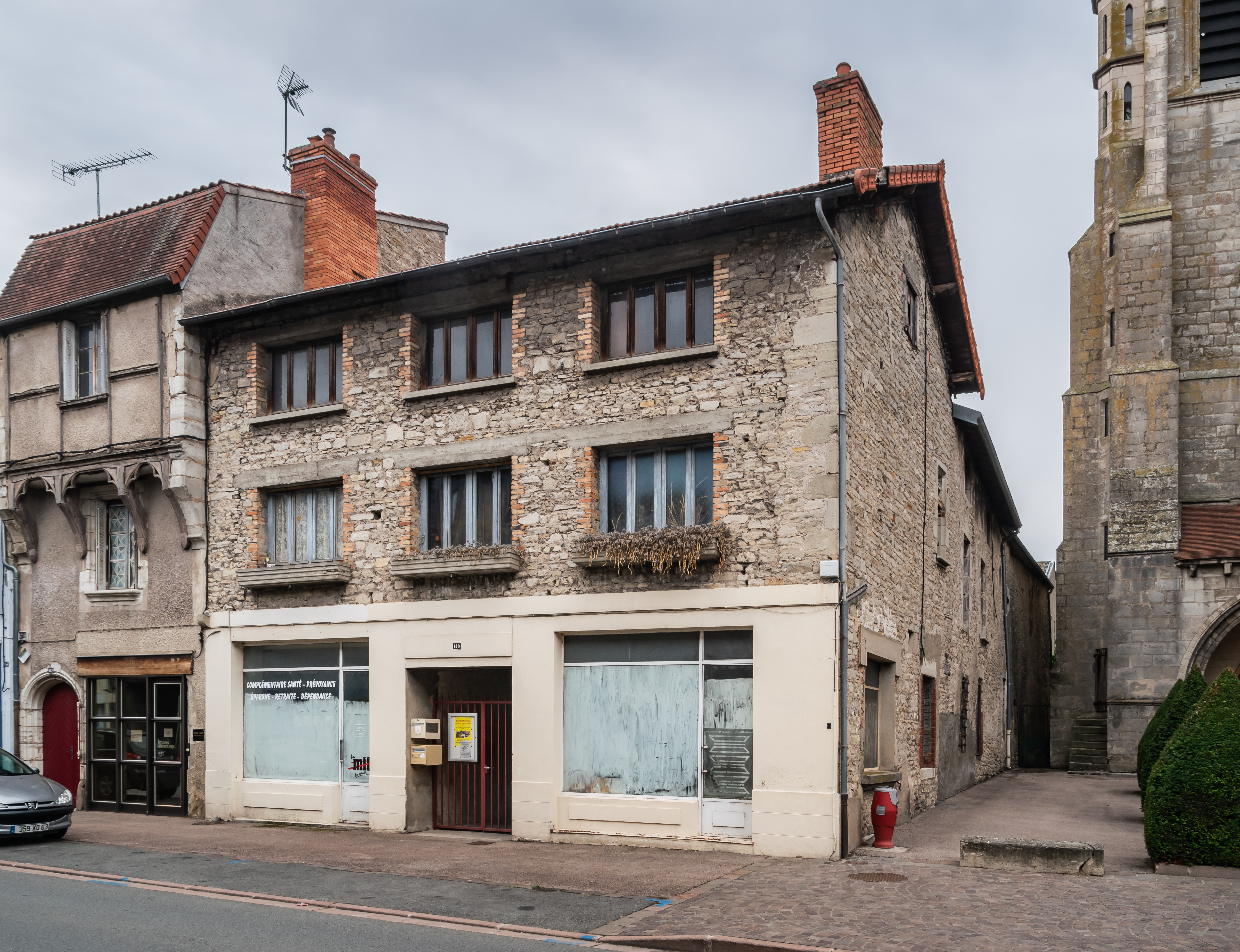
一处传统民居

### 教育
艾格佩斯属于克莱蒙费朗学区。截至2021年1月1日，艾格佩斯境内共有1所幼儿园、2所小学和2所初级中学。2021至2022学年度，艾格佩斯境内共有在校中等教育阶段学生803名。

### 医疗
截至2021年1月1日，艾格佩斯境内共有全科医生5名、保健师6名、牙医4名和护士9名。境内共有药房1家、养老院1家。
距离艾格佩斯最近的区域性医疗机构为里永中心医院（Centre Hospitalier de Riom），其主病区医院（Hôpital de Guy Thomas）位于里永，距离艾格佩斯市区的正常车程大约18分钟，该院设有床位334个。
克莱蒙费朗大学中心医院是多姆山省规模最大的公立综合性医院，其主病区Site Gabriel-Montpied设有床位1,095个，位于克莱蒙费朗市区南部，距离艾格佩斯市区的正常车程大约35分钟。

### 住房
2020年，艾格佩斯境内共有各类住房1,271套，其中76.5%为独立式居民区，23.1%为集中式居民区。常住房屋占艾格佩斯市镇范围内居民建筑总量的85.8%。
在住房保障政策方面，2022年，艾格佩斯境内共有250户家庭获得了住房经济补助，受益人数占总人口数量的11.3%，其中239份为房租补助。

### 商业
2021年，艾格佩斯境内共有各类实体商铺70家，其中餐厅6家、大型超市1家、面包房2家、肉铺1家、银行门店1家、美容美发店7家、汽车维修店10家。艾格佩斯南部建有一家家乐福购物超市。

### 体育
2021年，艾格佩斯境内共有3间体育馆、4处网球场、1处足球或橄榄球场以及1处篮球或排球场。
截至2023年11月，北利马涅足球俱乐部（Football Club Nord Limagne，编号563628）是艾格佩斯境内唯一的一家注册足球俱乐部，其主队2023至2024赛季参加多姆山省足球联赛乙组（法国第十级别），其主场为热拉尔·博什球场（Stade Gérard Boche）。

### 环境
艾格佩斯的环境事务由其所属的利马涅平原市镇公共社区联合各级政府协调负责。2021年，艾格佩斯境内暂无污染企业。

### 治安
2021年，艾格佩斯市镇范围内有1处宪兵队。
艾格佩斯及其附近的共135个市镇是里永国家宪兵队（zone gendarmerie de Riom）的管辖范围。2020年，该宪兵队累计记录各类案件2,846起，其中盗窃类案件1,350起，经济类案件727起，毒品交易类案件149起。

## 文化

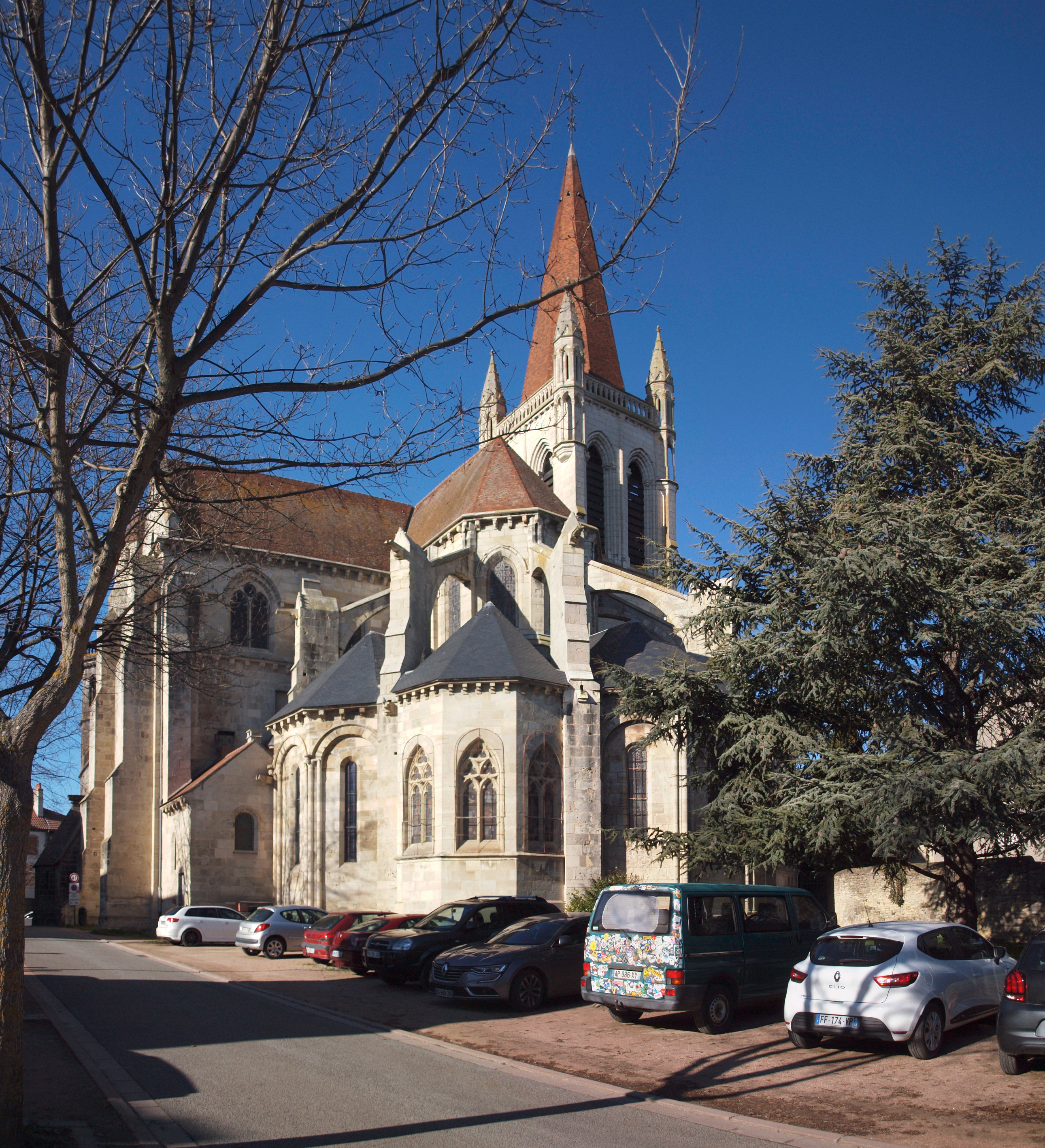
圣母大教堂

2021年，艾格佩斯境内暂无任何文化设施。艾格佩斯境内建有市际多媒体中心（Médiathèque intercommunale），每周二、三、五、六向公众开放。

### 建筑
艾格佩斯境内有多处历史建筑，其中圣母大教堂、艾格佩斯市政厅等为法国国家文物保护单位。

### 旅游
艾格佩斯的旅游事务由其所属的利马涅平原市镇公共社区负责。2023年，艾格佩斯境内暂无任何文化设施。

### 媒体
法国主要的媒体均可在艾格佩斯接收，法国电视三台下属的奥弗涅-罗讷-阿尔卑斯大区频道在部分时段播出艾格佩斯所在多姆山省的地方新闻。《山地报》、蓝色法兰西奥弗涅地区广播、震动广播、Scoop广播等为当地主要的地方性媒体。

## 相关人物
十六世纪的法兰西王国大臣米歇尔·德·洛皮塔尔出生于艾格佩斯的沙普蒂扎村（现为独立市镇）。

## 友好城市
截至2023年11月，艾格佩斯共与一座城市建立了友好城市关系：
- 德国 阿尔施泰特